# Лихачёв, Дмитрий Фёдорович
Дмитрий Фёдорович Лихачёв (1853—1908) — российский военный инженер, генерал-майор Русской императорской армии, начальник инженеров крепости Карс.

## Биография
Дмитрий Лихачёв родился 26 октября (7 ноября) 1853 года. Военное и специальное образование получил в Николаевском инженерном училище (1873) и в Николаевской инженерной академии, которую успешно окончил в 1879 году.
Офицерскую службу начал в 6-м сапёрном батальоне, с которым принимал участие в Русско-турецкоу войне 1877—1878 гг.
После перевода в военные инженеры, первоначально находился на службе в Одесском военном округе, на фортификационных работах в Николаеве и Очакове.
С 1885 года Д. Ф. Лихачёв состоял производителем работ по постройке новых укреплений в Варшаве и Ковне, что продолжалось до 1898 года, когда он был назначен инспектором инженерных работ Кавказского военного округа. Ещё в 1890-х годах Лихачёв спроектировал и построил в одной из крепостей оригинальное приспособление для быстрой механической подачи противоштурмовых колесных орудий из казематов-убежищ на бетонный валганг.
2 апреля 1906 года, с назначением начальником инженеров Карсской крепости, Дмитрий Фёдорович Лихачёв был произведён императором в генерал-майоры.
В военно-инженерной литературе Д. Лихачёв известен как автор талантливого проекта крепостного форта и изобретатель скрывающейся установки для крепостных противоштурмовых пушек. То и другое было описано им в статье: «Заметки по вопросам долговременной фортификации» («Инженерный журнал» 1899 и 1900 гг.).
За время службы Лихачёв был удостоен орденов Святого Владимира 4-й степени (1900), Святой Анны 2-й (1890) и 3-й (1882) степеней, Святого Станислава 2-й (1886) и 3-й с мечами и бантом (1878) степеней. В 1905 году пожалован подарком по чину — золотыми часами.
Дмитрий Фёдорович Лихачёв умер в ноябре 1908 года (исключён из списков приказом от 30 ноября).

### Форт Д. Ф. Лихачёва
Предложенный им тип крепостного форта являлся практически совершенным для того времени, отвечавшим всем боевым и техническим требованиям и довольно продолжительное время удерживал эту позицию. В проекте удачно были применены почти все те общие идеи и указания, которые выдвинула долговременныя фортификация после изобретения фугасных бомб; вместе с тем лично автору принадлежит разработка инновационных деталей в устройстве форта. 

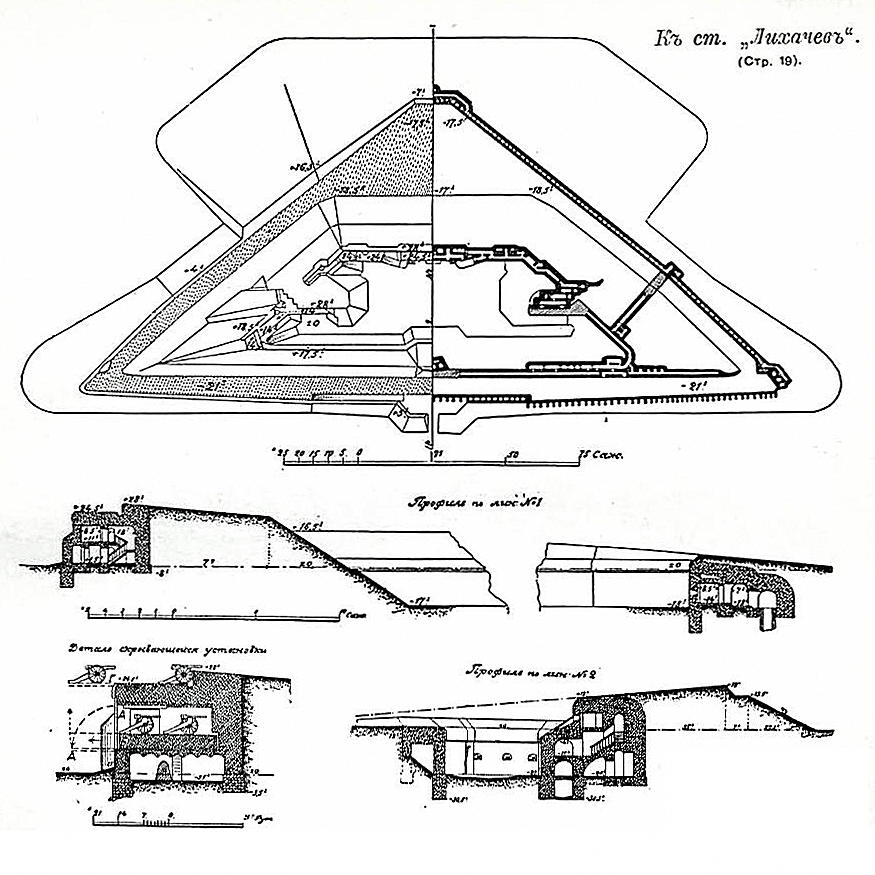
Форт Д. Лихачёва
(чертёж из статьи «Лихачевы»
«Военная энциклопедия Сытина»)

В проекте проведён принцип независимости земляного вала от рва. Такое начертание дало возможность автору достигнуть хорошей фронтальной обороны окружающей форт местности и в то же время ограничить число фланкирующих построек. На головном фасе 120 стрелков, 6 полевых пушек на колесных лафетах и 6 скорострельных артиллерийских орудий на тумбах; на каждом боковом фасе 60 стрелков, 6 полевых пушек, в 2-этажных промежуточных капонирах 4 пушки; наконец, на горжевом фасе — 260 стрелков и 3 полевые пушки в казематах у середины фаса.
Форт имеет: а) бетонный бруствер и валганг на головной и боковой части фасов; б) для всех людей и орудий на время бомбардировки форта — бетонные убежища; в) по всем фасам — непрерывное круговое казематированное сообщение, а также с капонирами и полукапонирами.
Скрывающаяся установка Лихачёва, для механического подъема на валганг скорострельных орудий на тумбах, состоит из подъемника Б (см. чертёж), выдвигаемого вместе с орудиями на откидной щит А по колодцу-щели у подошвы внутренней крутости бруствера; пушки находятся в горизонтальном положении, параллельно брустверу и, поднятые наверх и повернутые на 90°, становятся сразу в положение для стрельбы; при этом, закраины тумбы при повороте входят в соответствующие пазы и закрепляют неподвижную систему.
Ров форта имеет сильную фланковую орудийную оборону, но сравнительно слабые преграды штурму, только в виде каменного контр-эскарпа, высотой около  шести метров, на напольных фасах и примкнутого эскарпа в горже. Гарнизон форта и вооружение слишком велики: 3 роты пехоты, 1 рота крепостной артиллерии и 50 орудий.